# Honka Espoo (Basketball)
Espoon Honka, im Deutschen unter Honka Espoo bekannt, ist eine finnische Profibasketballmannschaft aus Espoo, Finnland. Der Club spielt in der finnischen Basketball-Liga. Neben dem Basketball- bestehen noch ein Fußball- und ein Eishockeyverein unter gleichem Namen. In der Saison 2010/2011 spielte Honka in der VTB. Wegen ausstehender Verpflichtungen erhielt das Team 2011 keine Lizenz.

## Erfolge
- 7× Finnischer Meister: 1974, 1976, 2001, 2002, 2003, 2007, 2008
- 5× Finnischer Pokalsieger: 1973, 1974, 1975, 2001, 2009